# RoboCop (film, 2014)
Pour les articles homonymes, voir Robocop (homonymie).
Pour plus de détails, voir Fiche technique et Distribution.
RoboCop est un film de science-fiction américain réalisé par José Padilha, sorti en 2014. C'est un remake du film RoboCop de Paul Verhoeven, sorti en 1987.

## Synopsis
En 2028, la technologie robotique de l'OmniCorp, conglomérat militaro-industriel, est à la pointe du progrès. Non content de vendre des drones (XT-908) et autres robots militaires (EM-208), comme le « ED 209 », lors de conflits, la société désire rentrer dans le marché de la sécurité publique mais les dirigeants sont hésitants à vouloir tester cette technologie sur le sol américain pour protéger les citoyens. La loi Dreyfuss interdit l'usage de robots sur le sol des États-Unis.
Alex Murphy (Joel Kinnaman) est un père de famille aimant et un bon policier qui fait son possible pour éliminer le crime à Détroit, dans l'État du Michigan. À la suite de l'explosion de son véhicule piégé, son corps est gravement mutilé et brûlé à 80 %. Murphy est cependant sauvé par OmniCorp et le Dr Dennett Norton (Gary Oldman), qui utilise son savoir scientifique pour le remettre sur pied : il est transformé en cyborg spécialement programmé pour rétablir la justice grâce à des méthodes expéditives. L'usage de cyborgs n'étant pas couvert par la loi Dreyfuss, celui qu'on surnomme désormais RoboCop peut être utilisé. L'intérêt pour OmniCorp est de faire évoluer l'opinion des citoyens sur l'usage des robots, ce qui permet ensuite de pousser l'abrogation de la loi Dreyfuss.
Avant de mettre RoboCop dans la rue, il subit divers tests. Son efficacité est inférieure à celle des robots préexistants, à cause de la partie organique : la peur, l'instinct, le préjugé, la compassion retardent les prises de décisions. Dennett opère alors le cerveau pour qu'en situation de combat, ce soit l'ordinateur plutôt que la partie organique qui prenne les décisions. Dennett fait en sorte que la partie organique ait l'illusion de prendre elle-même les décisions. Cette intervention rend RoboCop aussi efficace qu'une machine.
Lorsque les concepteurs sont satisfaits des résultats de RoboCop, ils préparent une conférence de presse. Peu avant le début, Dennett transfère toutes les données de la police de Detroit dans RoboCop, ce qui inclut l'historique vidéo des caméras de surveillance. Lorsque RoboCop reçoit la vidéo de l'explosion de son véhicule, il se met à dysfonctionner. Pressé par la conférence de presse qui doit débuter, Dennett diminue drastiquement le taux de dopamine et de noradrénaline de RoboCop ; ce qui diminue aussi ses émotions au point de faire de lui une machine.
Dans la rue, RoboCop fait rapidement baisser le taux de crime de 80 %. L'opinion publique, précédemment très favorable à la loi Dreyfuss, devient plus mitigée. Le taux de dopamine et de noradrénaline de RoboCop revient à la normale, et il se met à enquêter sur son agression. Il tue le responsable, et prouve que deux policiers sont corrompus. Un des deux policiers dénonce alors la chef de la police. RoboCop tente alors d'obtenir des aveux de la chef sous la menace d'une arme. Il est désactivé avant de les obtenir, de peur qu'il ne la tue et provoque ainsi un tollé général.
RoboCop devient un héros, mais les dirigeants de OmniCorp commencent à redouter qu'il s'intéresse à leur propres agissements. La décision de le tuer est prise. Dennett découvre cette décision, et s'y oppose en informant RoboCop, et en lui retirant le transmetteur qui permet de le désactiver. Alors que Clara (Abbie Cornish), l'épouse d'Alex, a déclaré à la presse qu'OmniCorp l’empêchait de voir son mari (l'entreprise ne voulant pas qu'elle ait connaissances des manipulations opérées sur le jeune policier) et se trouve donc toujours sur place, Alex se rend également dans les locaux de l'entreprise. Les robots de l'entreprise l'endommagent grièvement, puis il rejoint Raymond Sellars (Michael Keaton), le PDG d'OmniCorp qui a ordonné son exécution. Si dans un premier temps, Alex est incapable de tirer sur Sellars à cause de sa programmation, il parvient à la surpasser et finit par l'éliminer.
Une fois remis en état, Alex peut à nouveau revoir son épouse et son fils. La loi Dreyfuss est maintenue par le président des États-Unis, notamment par le témoignage de Norton.

## Fiche technique
Sauf indication contraire, les informations mentionnées dans cette section peuvent être confirmées par la base de données cinématographiques IMDb,  présente dans la section « Liens externes ».
- Titre original, français et québécois : RoboCop
- Réalisation : José Padilha
- Scénario : Joshua Zetumer, Edward Neumeier et Michael Miner d'après les personnages créés par Edward Neumeier et Michael Miner
- Musique : Pedro Bromfman
- Direction artistique : Gregory S. Hooper, David Scott, Patrick Banister et Brandt Gordon (superviseur)
- Décors : Martin Whist et Carolyn 'Cal' Loucks
- Costumes : April Ferry
- Photographie : Lula Carvalho
- Son : Glen Gauthier et Andy Bishop
- Montage : Daniel Rezende et Peter McNulty
- Producteurs : Marc Abraham et Eric Newman
  - Production déléguée : Roger Birnbaum et Bill Carraro
  - Production exécutive : Joseph Boccia et Lyn Lucibello
- Sociétés de production : Strike Entertainment, Dynamic Effects Canada avec la participation de Metro-Goldwyn-Mayer (MGM) et Columbia Pictures
- Sociétés de distribution : Columbia Pictures (États-Unis), Studiocanal (France), Sony Pictures Releasing (Canada et Belgique)
- Budget : 100 000 000 de dollars[1]
- Pays d'origine :  États-Unis
- Langue originale : anglais, persan, ukrainien
- Format : couleur (DeLuxe) - 35 mm - 2,35:1 (Cinémascope) - son SDDS | Datasat | Dolby Digital
- Genre : science-fiction, policier, action
- Durée : 117 minutes
- Dates de sortie[2] :
  - France, Suisse : 5 février 2014
  - Canada, États-Unis : 12 février 2014
  - Belgique : 7 mai 2014
- Classification[3] :
  -  États-Unis : PG-13 - Parents Strongly Cautioned  (Certaines scènes peuvent heurter les enfants de moins de 13 ans - Accord parental recommandé, film déconseillé aux moins de 13 ans)
  -  France : Tous publics (visa d'exploitation no 138920 délivré le 3 février 2014)[4]

## Distribution
- Joel Kinnaman (VF : Jean-Pierre Michaël ; VQ : Pierre-Étienne Rouillard) : Alex Murphy / RoboCop
- Gary Oldman (VF : Gabriel Le Doze ; VQ : Marc Bellier) : Dr Dennett Norton
- Michael Keaton (VF : Bernard Lanneau ; VQ : Daniel Picard) : Raymond Sellars, PDG d'OmniCorp
- Samuel L. Jackson (VF : Thierry Desroses ; VQ : Éric Gaudry) : Pat Novak, présentateur télé
- Abbie Cornish (VF : Ingrid Donnadieu ; VQ : Éveline Gélinas) : Clara Murphy, épouse d'Alex
- Jackie Earle Haley (VF : Julien Kramer ; VQ : Christian Perrault) : Rick Mattox
- Michael K. Williams (VF : Frantz Confiac ; VQ : Patrick Chouinard) : Jack Lewis, équipier et ami d'Alex
- Jay Baruchel (VF : Donald Reignoux ; VQ : Nicholas Savard L'Herbier) : Tom Pope, employé d'OmniCorp au marketing
- Jennifer Ehle (VF : Laurence Bréheret ; VQ : Valérie Gagné) : Liz Kline
- Marianne Jean-Baptiste (VF : Pascale Vital ; VQ : Marika Lhoumeau) : Karen Dean
- Aimee Garcia (VF : Cécile d'Orlando) : Jae Kim, assistante de Dennett Norton
- Douglas Urbanski (VF : Richard Leblond) : le maire Durant
- Zach Grenier : le sénateur Dreyfus
- K. C. Collins (en) (VF : Namakan Koné) : Andre Daniels, policier corrompu
- Daniel Kash (en) : John Lake, policier corrompu
- Patrick Garrow (VF : Pierre-François Pistorio) : Antoine Vallon, criminel trafiquant d'armes
- Maura Grierson (VF : Olivia Nicosia) : Kelly

Sources et légende : version française (VF) sur RS Doublage et AlloDoublage version québécoise (VQ) sur Doublage Québec

## Production

### Développement
En 2005, Sony Pictures Entertainment parle d'un nouveau projet RoboCop en développement. En 2008, la Metro-Goldwyn-Mayer souhaite produire un remake de RoboCop, film phare de Paul Verhoeven sorti en 1987. Le réalisateur Darren Aronofsky est annoncé à la réalisation, avec un scénario de David Self, un budget de 100 000 000 de dollars et une sortie prévue pour 2010. Le projet est cependant maintes fois repoussé. Début 2010, Aronofsky s'oppose à la MGM car le studio souhaite faire un film en 3D. Cette même année, alors que le studio connait une grave crise financière, le projet RoboCop est finalement abandonné.
En 2012, le projet est finalement relancé sous la direction du réalisateur brésilien José Padilha.

### Attribution des rôles
| |  |  |
| Les acteurs principaux Joel Kinnaman et Abbie Cornish sont les interprètes d'Alex et Clara Murphy. |  |  |

De nombreuses rumeurs concernant l'acteur qui endosserait à nouveau l'armure de RoboCop se sont succédé. Chris Pine ou encore Michael Fassbender ont été envisagés. En mars 2012, c'est finalement l'acteur suédo-américain Joel Kinnaman est choisi pour succéder à Peter Weller dans le rôle d'Alex Murphy. Gary Oldman est ensuite engagé pour succéder à Miguel Ferrer dans le rôle de Norton, le scientifique ayant créé RoboCop. Samuel L. Jackson tient le rôle du magnat de la presse Pat Novak.
En juin 2012, Hugh Laurie était en négociation pour jouer l'un des méchants principaux du film, celui du directeur général d'une multinationale ; un rôle similaire à celui de Ronny Cox dans le film de 1987,. Il quitte finalement le projet en août 2012, peu de temps avant le début du tournage. Alors que Clive Owen a été envisagé, c'est finalement Michael Keaton qui est engagé. Abbie Cornish incarne l'épouse d'Alex Murphy.

### Tournage
Le tournage a lieu à partir d'août 2012 au Pinewood Toronto Studios à Toronto au Canada. L'équipe se rend également dans d'autres villes de province de l'Ontario comme Hamilton, Scarborough, Mississauga, etc. Quelques scènes sont également tournées au Convention and Exhibition Centre de Vancouver.
Lors de la pré-production, le réalisateur a déclaré vivre un véritable enfer, selon un témoignage de son ami Fernando Meirelles : « Robocop est la pire expérience de sa vie. Sur dix idées qu’il a, neuf sont refusées. Quelle que soit sa volonté, il doit se battre pour l’obtenir ». Padilha lui aurait également confié qu'il ne voudra plus jamais revivre l'expérience de travailler avec un grand studio.

## Musique
Sauf indication contraire, les informations mentionnées dans cette section peuvent être confirmées par le générique de fin de l'œuvre audiovisuelle présentée ici, ainsi que par la base de données cinématographiques IMDb,  présente dans la section « Liens externes ».
- RoboCop Original Theme de Basil Poledouris (générique de début ; fin du générique de fin).
- En Aranjuez con tu amor par Raffi Altounian.
- Fly Me to the Moon par Frank Sinatra (dans le laboratoire en Chine, maintenu en sommeil paradoxal, Alex se souvient de la soirée trois mois plus tôt où il danse avec Clara).
- Hocus Pocus par Focus (au centre d'essais d'OmniCorp en Chine, combat d'Alex contre Mattox assisté d'EM-208).
- Anguish par Doug Bossi et Justin Knowell.
- Take My Life (Tonite) par Fame.
- If I Only Had a Heart par Andrew Page (dans la salle de simulation en Chine, musique de fond mise par Mattox pendant le test comparatif entre Alex et un EM-208).
- I Fought the Law par The Clash (début du générique de fin).

### Bande originale
Composée par Pedro Bromfman, la bande originale du film est sortie le 3 février 2014 en CD.
Albums de Pedro Bromfman
Troupe d'élite 2
(2010)
Bandes originales de RoboCop
RoboCop 3
(1993)
| 1.          | Mattox and Reporters      | 1:35 |
| 2.          | First Day                 | 3:23 |
| 3.          | Title Card                | 0:49 |
| 4.          | Restaurant Shootout       | 2:47 |
| 5.          | Omnicorp                  | 1:40 |
| 6.          | Calling Home              | 2:45 |
| 7.          | Made in China             | 2:28 |
| 8.          | Fixing RoboCop            | 1:56 |
| 9.          | Uploading Data            | 1:35 |
| 10.         | Reputation on the Line    | 1:31 |
| 11.         | Explosion                 | 1:06 |
| 12.         | RoboCop Presentation      | 1:43 |
| 13.         | If I Had a Pulse          | 2:41 |
| 14.         | Going After Jerry         | 3:12 |
| 15.         | Vallon's Warehouse        | 2:21 |
| 16.         | Murphy's Case is Filed    | 1:19 |
| 17.         | They're Going to Kill Him | 3:16 |
| 18.         | Rooftop                   | 2:56 |
| 19.         | Mattox is Down            | 1:40 |
| 20.         | Clara and David           | 2:56 |
| 21.         | Sellars Lies              | 2:28 |
| 22.         | Code Red                  | 2:00 |
| 23.         | 2.6 Billion               | 1:23 |
| 24.         | Iran Inspection           | 2:12 |
| 25.         | Battling Robots           | 2:47 |
| 54 min 29 s |                           |      |

## Accueil

### Promotion
En juillet 2012, soit plus d'un an avant la sortie américaine, la Metro-Goldwyn-Mayer lance un site internet viral autour de l'entreprise fictive du film, OmniCorp (lien). En septembre 2013, une première bande-annonce est révélée.

### Sortie
À l'origine, le film est prévu pour le 9 août 2013 aux États-Unis ; le 14 août 2013 en Belgique et en France. En octobre 2012, la date américaine est finalement repoussée au 7 février 2014.
Le film fut diffusé en France à partir du 5 février 2014. Par contre, le film a disparu des cinémas belges sans aucune explication ; néanmoins, le film est sorti en Belgique le 7 mai 2014.

### Accueil critique
RoboCop reçoit un accueil mitigé. Le site d'agrégation de critiques Rotten Tomatoes donne une note de 5,6/10, basée sur 191 avis ; le consensus du site conclut : « bien qu'il soit beaucoup mieux que cela aurait pu être, le remake de RoboCop de José Padilha ne parvient pas à offrir une amélioration importante par rapport à l'original ». Sur Metacritic, qui assigne une moyenne pondérée en fonction des commentaires de critiques sélectionnées, le film obtient une note de 52 sur 100, sur la base de 41 critiques, indiquant des avis mixtes ou moyens. Les sondages de CinemaScore menés pendant le week-end d'ouverture ont révélé que les spectateurs ont donné au film B +, sur une échelle de A + à F.
RoboCop reçoit plusieurs comparaisons avec le film de 1987. Guy Lodge de Variety déclare que « c'est une société [OmniCorp] moins ludique que l'original, mais qui répond aux nouvelles attentes de l'époque, l'action démarre avec une machine efficace et un soupçon d’âme ». Leslie Felperin de The Hollywood Reporter écrit que le remake « a un meilleur casting, un scénario plus minutieux et, naturellement, des effets plus voyants, mais il manque l'esprit de l'original ». Brian Viner du Daily Mail dit que tandis qu'il n'était « pas prédisposé à aimer ce nouveau RoboCop relooké qui me donne un coup de vieux, il possède une vitalité séduisante ». Andrew Osmond de SFX déclare : « il ne s'agit pas d'un classique comme le film original de 1987 de Paul Verhoeven, mais il est excellent, un intelligent film dramatique de science-fiction », estimant qu'il est « un des remakes les plus réussis ».
Chris Hewitt du magazine Empire déclare : « on a l'impression que Padilha n'obtient pas vraiment ce qui a fait de l'original un film si spécial ». Nigel Andrews du quotidien Financial Times estime que le film est « un plomb, un remake inutile ».
En France, le film reçoit également un accueil mitigé, notamment sur le site Allociné, avec une note de 2,6 sur 5 par la presse et de 3,1 étoiles sur 5 par les spectateurs.

### Box-office
Lors de son premier jour d'exploitation (un mercredi) aux États-Unis et au Canada, le film rapporte 2 808 698 $ dans 3372 cinémas, devançant La Grande Aventure Lego, Monuments Men et Mise à l'épreuve. Il occupe la troisième place pour son week-end d'ouverture, gagnant 21 681 430 $, derrière La Grande Aventure Lego et About Last Night. Le long-métrage ne reste que quatre semaines dans le top 10 en ayant rapporté 55 670 531 $, en raison d'une forte baisse au cours de son exploitation, qui se termine après dix-huit semaines et un résultat de 58 607 007 $, ce qui est un échec commercial par rapport à son coût de production. Toutefois, il s'agit du meilleur résultat de la franchise RoboCop au box-office américain devant la version de 1987 et ses 53 424 681 $ (mais produit pour un budget de 13 millions), si l'inflation pour le film de 1987 n'est pas prise en compte (110 948 400 $ avec l'inflation).
Toutefois, RoboCop marche mieux à l'international, puisqu'il rapporte 184 081 958 $, notamment en Chine, où, en ayant récolté 50 820 000 $ de recettes, il est le pays dans lequel le remake a le mieux fonctionné au box-office hors Amérique du Nord. Le film atteint les 10 millions de $ de recettes au Royaume-Uni et au Brésil. Au box-office mondial, RoboCop rapporte 242 688 965 $.
En France, RoboCop prend la première place du box-office la semaine de sa sortie avec 348 763 entrées, devant American Bluff, sorti le même jour, mais chute de cinq places la semaine suivante en raison d'une baisse des entrées, mais aussi de l'arrivée au podium de trois films sorti à cette période, avec un cumul de 530 764 entrées. Toutefois, RoboCop termine son exploitation avec 681 869 entrées après six semaines, soit plus d'un million d'entrées de moins que la version de 1987.
| Pays                     | Box-office      |
| ------------------------ | --------------- |
| Box-office Monde         | 242 688 965 $   |
| Box-office international | 184 081 958 $   |
| Box-office États-Unis    | 58 607 007 $    |
| Box-office France        | 681 869 entrées |

## Distinctions
Entre 2014 et 2015, RoboCop (2014) a été sélectionné 5 fois dans diverses catégories et a remporté 4 récompenses.

### Récompenses
- Golden Trailer Awards 2014 : Golden Trailer du meilleur spot TV "voix off" pour Columbia Pictures, Metro-Goldwyn-Mayer (MGM), StudioCanal et The Editors (pour "60 Infomercial")
- Matchflick Flicker Awards 2014 : Flicker Award du Mockbuster Twin pour Mark Atkins et José Padilha (pour Android Cop)
- ASCAP Film and Television Music Awards 2015 : ASCAP Award des meilleurs films au box-office pour Pedro Bromfman
- Young Artist Awards 2015 : Young Artist Award du meilleur second rôle masculin dans un film pour John Paul Ruttan

### Nominations
- Golden Trailer Awards 2014 : Spot TV le plus original pour Columbia Pictures, Metro-Goldwyn-Mayer (MGM), StudioCanal et The Editors (pour "60 Infomercial")

## Autour du film

### Suite possible
En février 2014, lors d'une interview avec le magazine Première, Joel Kinnaman révèle qu'une suite « dépend de la réception du public », « qu'il adorerait que le film débouche sur une trilogie » et « qu'il serait heureux de continuer ». Également lors d'une interview avec Première, Gary Oldman annonce qu'une trilogie pourrait voir le jour, mais que « c'est surtout une question d'argent », « si ça ne marche pas niveau box office, ça n'arrivera pas ».
Le 11 septembre 2015, le site Den of Geek rapporte que Sony n'est pas contre l'idée d'une suite, mais que celle-ci n'est pas une priorité.